# 二つのブロック (ライフゲーム)
二つのブロックはライフゲームに出てくるPseudoの固定物体の一種。
ブロックが二つ並んだ形だが、下図のような場合だけ特別に「二つのブロック」と言う事がある。

## 構造
上の図のようにブロックが1マス離れている。

## 生成

### 小さいパターンからの生成
二つのブロックは例えば以下のような形から変化して生成する。
| ⬜️⬜️⬜️⬜️⬜️⬜️⬜️ ⬜️⬛️⬜️⬜️⬜️⬛️⬜️ ⬜️⬛️⬛️⬜️⬛️⬛️⬜️ ⬜️⬜️⬜️⬜️⬜️⬜️⬜️ | ⬜️⬜️⬜️⬜️⬜️⬜️⬜️ ⬜️⬜️⬛️⬜️⬛️⬜️⬜️ ⬜️⬛️⬜️⬜️⬜️⬛️⬜️ ⬜️⬜️⬛️⬜️⬛️⬜️⬜️ ⬜️⬜️⬜️⬜️⬜️⬜️⬜️ | ⬜️⬜️⬜️⬜️⬜️⬜️⬜️ ⬜️⬜️⬛️⬜️⬛️⬜️⬜️ ⬜️⬛️⬜️⬜️⬜️⬛️⬜️ ⬜️⬜️⬛️⬜️⬛️⬜️⬜️ ⬜️⬜️⬜️⬜️⬜️⬜️⬜️ |

これらは全てブロックの生成過程を二つ繋げたものである。

### グライダーからの生成
このようにすると、二つのグライダーが互いに干渉し合い、それぞれがブロックとなる。